# سیلونایت (مونتانا)
سیلونایت (به انگلیسی: Sylvanite) شهری در ایالت مونتانا کشور ایالات متحده آمریکا است که جمعیت آن در سرشماری سال ۲۰۱۰ میلادی، ۱۰۳ نفر بوده‌است.